# 1772年の相撲
1772年の相撲（1772ねんのすもう）は、1772年の相撲関係のできごとについて述べる。

## できごと
江戸相撲は年2場所開かれるのが通例であったが、この年は上半期の場所の記録がない。災害多発につき見送られたものと思われる。また、11月場所は番付発表後に一部力士の不参加が判明し、番付改めを行った。

## 本場所など
- 8月場所（大坂相撲）[1]
  - 興行場所:難波新地
  - 晴天10日間興行
- 9月場所（京都相撲）[1]
  - 10日間興行
- 11月場所（江戸相撲）[1]
  - 興行場所:本所回向院
  - 11月11日（旧10月17日）より晴天8日間興行